# تورناديثوس دي أفيلا
بلدية تورناديثوس دي أفيلا (بالإسبانية: Tornadizos de Ávila) هي بلدية تقع في مقاطعة آبلة التابعة لمنطقة قشتالة وليون وسط إسبانيا.

## الديموغرافيا
بلغ عدد سكان بلدية تورناديثوس دي أفيلا 424 نسمة عام 2011 (وفقاً للمعهد الوطني للإحصاء الإسباني).
| 361 | 352 | 367 | 378 | 416 | 426 | 424 |